# Monguzzo
Monguzzo (Mùngòzz in lombardischer Mundart) ist eine in der lombardischen Provinz Como gelegene Gemeinde.

## Lage und Einwohner
Die 2345 Einwohner (Stand 31. Dezember 2023) zählende Gemeinde Monguzzo liegt 15 km südöstlich von der Provinzhauptstadt Como, rund 45 km  nördlich von Mailand und 20 km  südwestlich von Lecco entfernt. Sie umfasst die Fraktionen Nobile, Bassetto e Fornace, Cascina Bindella, Cascina Enrichetta, Cascina Nuova, Cascina San Biagio, Cascina Solferino, Poggio Castello, Poggio Cavolto, Sceria. Monguzzo liegt im Naturpark Lambrotal und entwickelt sich auf einem von einem Feudalschloss beherrschten Hügel. Heute ist dieses Schloss Eigentum des „Fatebenefratelli“-Krankenhausordens und ist nur am zweiten Sonntag im September besuchbar.
Die Nachbargemeinden sind Albavilla, Alserio, Alzate Brianza, Erba, Lurago d’Erba, Merone und Lambrugo.

### Ortschaftsstruktur
Monguzzo kann in drei bewohnte Gebiete unterteilt werden:
- Monguzzo, das auf dem Hügel mit dem feudalen Schloss liegt
- Nobile das am Fuße des Hügels im Ostteil des Gemeindegebietes liegt; einst war Nobile in Provinz Monza und Brianza für den Pfirsichbaum berühmt: die Bewohner von Nobile wurden in Mundart Persegatt („Pfirsicherzeuger“) genannt.
- Poggio Cavolto, ein in den 1970er Jahren entwickeltes Wohngebiet, das am Südhang des Hügels liegt, an der Grenze zur Gemeinde Lurago d’Erba.

## Sehenswürdigkeiten
Im Gemeindegebiet gibt es zwei Kirchen,
- die SS. Biagio e Sebastiano-Pfarrkirche (1878) in via Chiesa[2] und
- das Madonna di Lourdes-Heiligtum (13. Jahrhundert) in via Santuario[3], vor Kurzem sind beide Kirchen restauriert worden
- zahlreiche renovierte Bauernhöfe („Cascine“), um welche kleine bewohnte Gebiete gebaut wurden. Namentlich sind die Cascine Solferino, Bindella, Enrichetta, Nuova und Bassetto zu erwähnen.
- Schloss Monguzzo

## Persönlichkeiten
- Gian Giacomo Medici (* um 1495 in Mailand; † 8. November 1555 ebenda), auch Giovanni Giacomo Medici, Il Medeghino (der kleine Medici) oder Il Marignano genannt, ein italienischer Condottiere, Herzog von Marignano sowie Marquis von Musso und Lecco.
- Alessandro Pozzi (* 24. Dezember 1954 in Capiago Intimiano), Radrennfahrer
- Umberto Corti (* 25. September 1986 in Como), Mountainbiker, Cross Country und Marathonläufer.

## Bilder

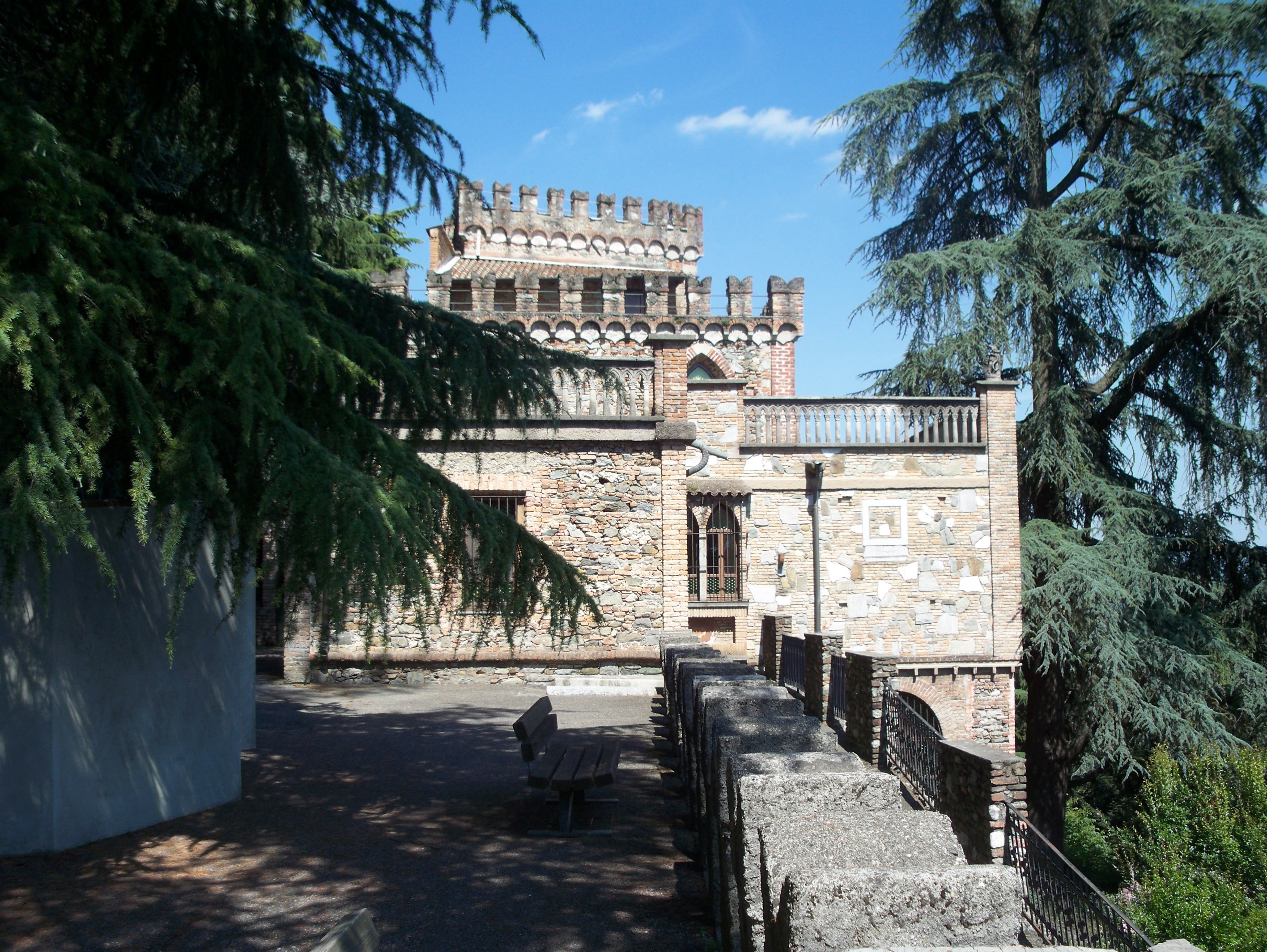
Monguzzo Schloss
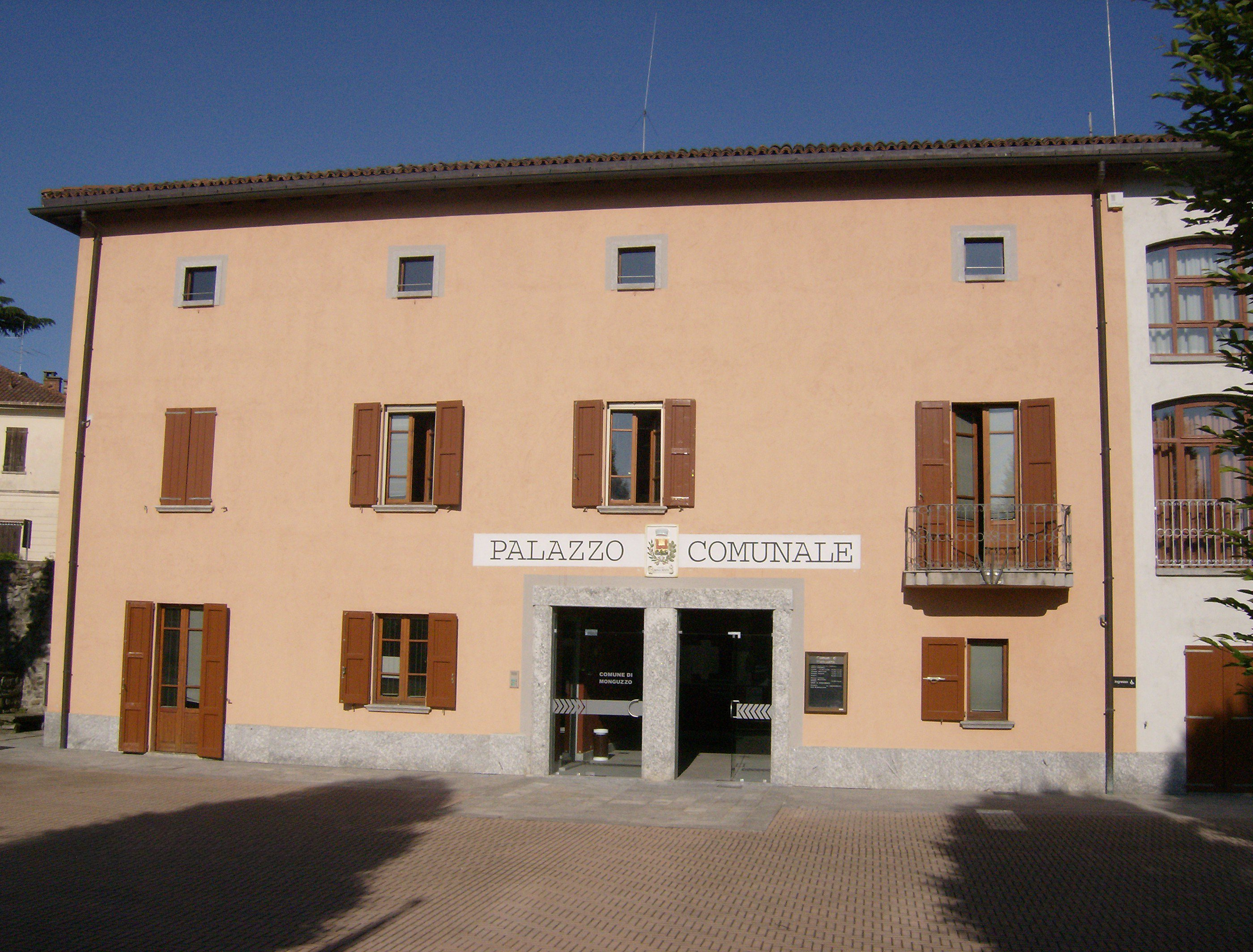
Cascina San Biagio Municipio
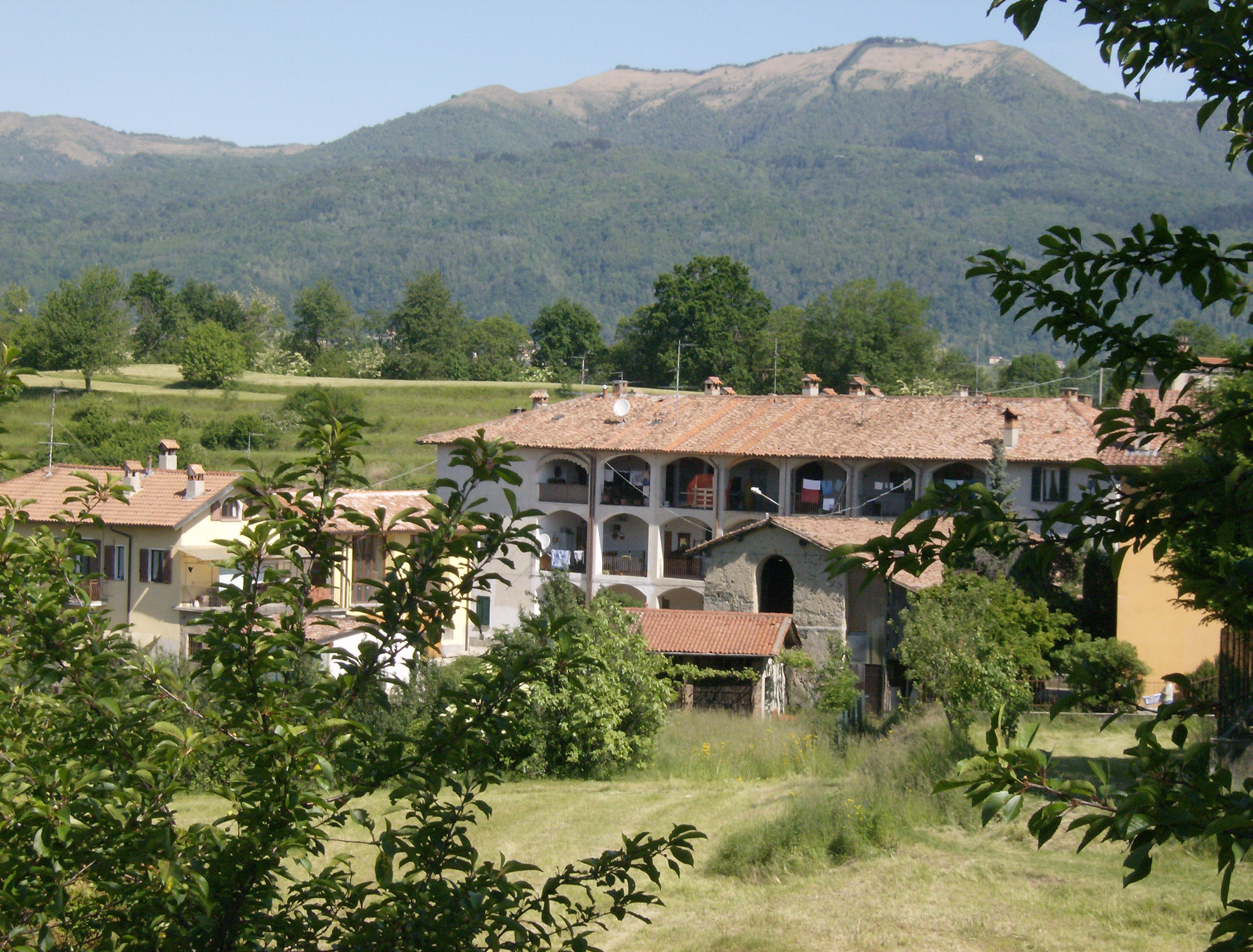
Cascina Solferino
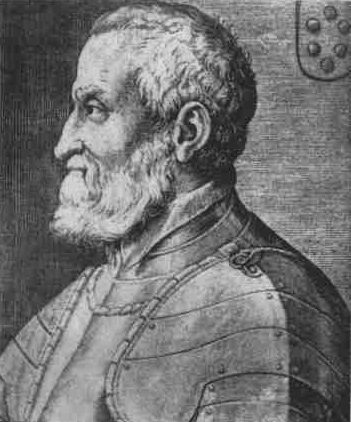
Il Medeghino
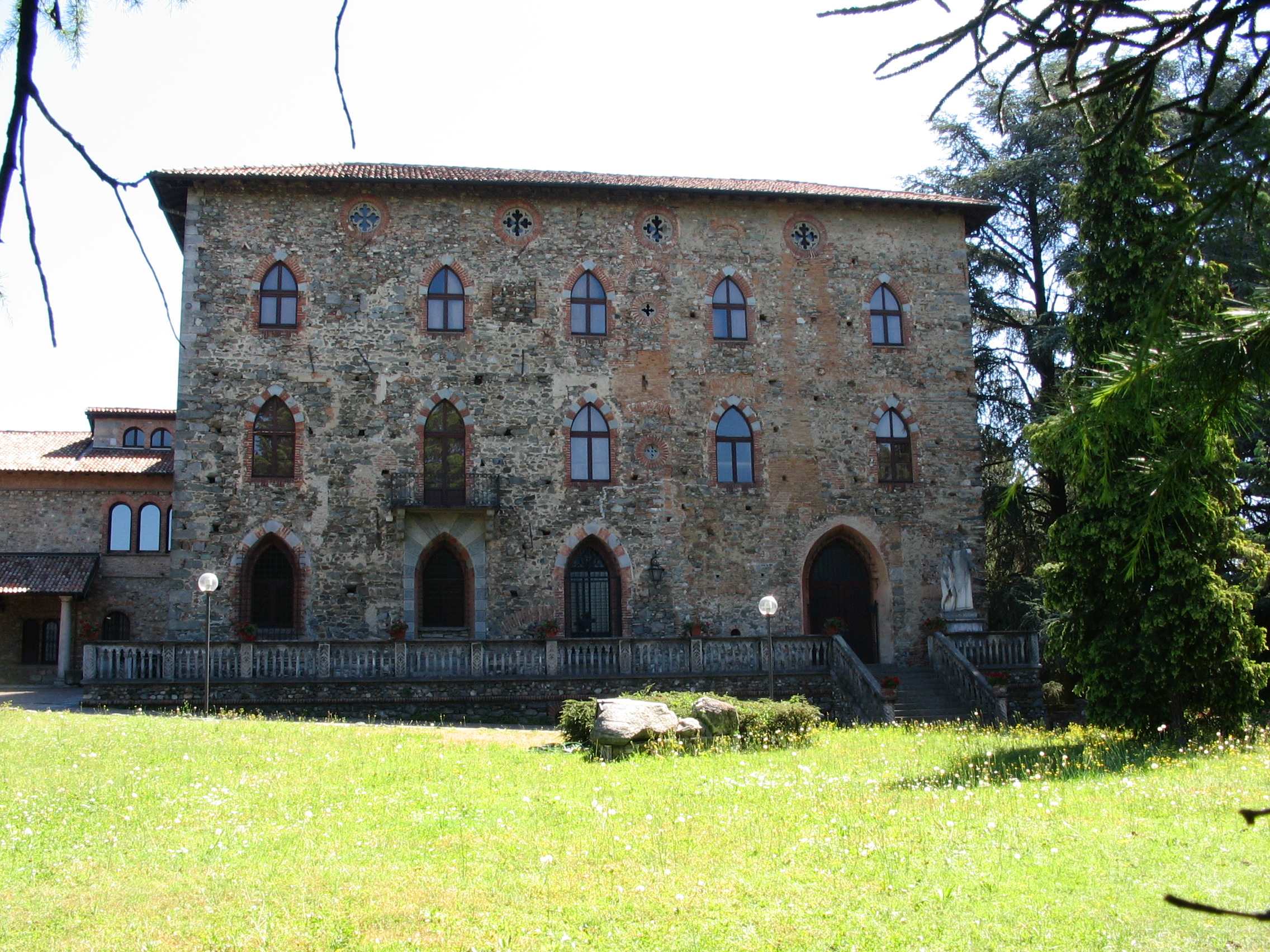
Schloss Monguzzo
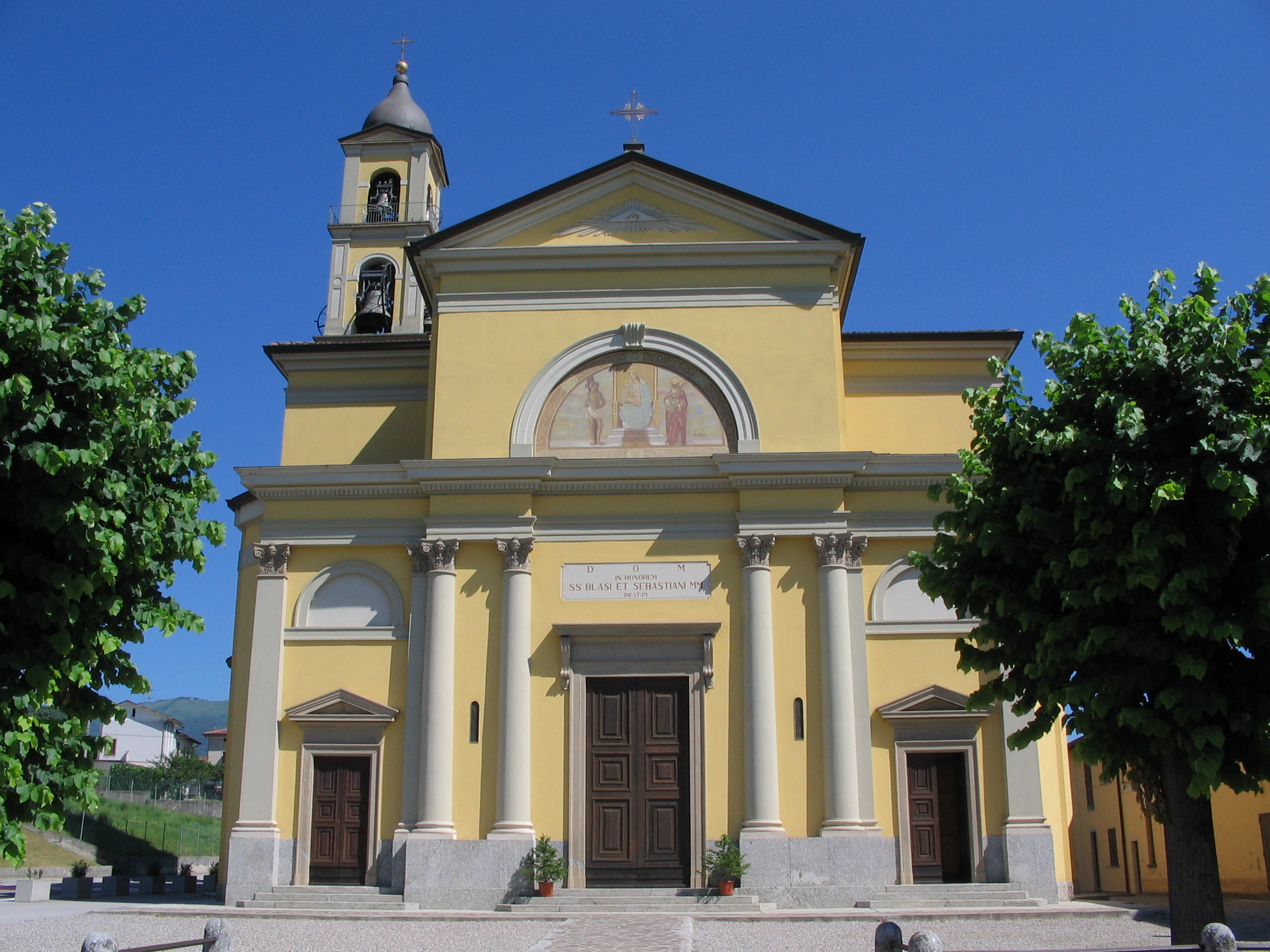
Pfarrkirche Santi Biagio e Sebastiano